# العقام (ذي السفال)

تعديل مصدري - تعديل

العقام هي إحدى قرى عزلة السيف بمديرية ذي السفال التابعة لمحافظة إب، بلغ تعداد سكانها 241 نسمة حسب تعداد اليمن لعام 2004.